# Laura Codruța Kövesi
Laura Codruța Kövesi geboren als Laura Codruta Lascu (Sfântu Gheorghe, 15 mei 1973) is een Roemeens juriste. Voor zij de eerste Europees hoofdaanklager werd was zij van 2013 tot 9 juli 2018 de hoofdaanklager van het Roemeens Nationaal Anticorruptie Agentschap (DNA).
Daarvoor was zij van 2006 tot 2012 als procureur-generaal verbonden aan de Hoge Raad van Cassatie en Justitie (Înalta Curte de Casaţie şi Justiţie, ÎCCJ). Zij was daarmee de eerste vrouwelijke procureur-generaal en eveneens de jongste in de geschiedenis van Roemenië. Ze was ook de enige die deze positie tot het einde van haar termijn behield.

## Levensloop

### Jeugd
Laura Kövesi is geboren als Laura Codruța Lascu in Sfântu Gheorghe. Ze deed in haar jeugd aan basketbal bij de club Mediaș in Sibiu en werd geselecteerd voor het nationale jeugdteam dat tweede werd tijdens het FIBA Europees kampioenschap voor vrouwen onder-16 in 1989.
Tussen 1991 en 1995 studeerde ze rechten aan de Babeș-Bolyaiuniversiteit in Cluj-Napoca. In 2012 promoveerde Kövesi met een thesis over de aanpak van de georganiseerde misdaad.
Codruța Lascu trouwde met Eduárd Kövesi, na hun scheiding in 2007 behield ze zijn achternaam.

### Carrière
Tussen 15 september 1995 en 1 mei 1999 was Kövesi officier van justitie voor het hof in Sibiu.
Vanaf mei 1999 tot oktober 2006 leidde Kövesi het Agentschap voor onderzoek naar Georganiseerde Criminaliteit en terrorisme (DIICOT) in het district Sibiu.
Op 2 oktober 2006 werd zij voorgedragen door de minister van Justitie Monica Macovei om Ilie Botoş als procureur-generaal van het parket bij de Hoge Raad van Cassatie en Justitie op te volgen.

#### Direcția Națională Anticorupție (Nationaal Anticorruptie Agentschap)
In 2013 werd zij door de interim minister van Justitie én premier Victor Ponta in tweede instantie voorgedragen voor de positie van hoofdaanklager van het Direcția Națională Anticorupție (Nationaal Anticorruptie Agentschap) op advies van Basescu. Zowel Victor Ponta (PSD) alsmede de liberaal Crin Antonescu (PNL) waren in eerste instantie tegen, zij beschuldigde haar van politieke motieven. President Băsescu en het CSM hadden echter de eerdere kandidaat Ioan Irimie afgewezen. Onder Kövesi's leiding kreeg het DNA de beschikking over meer financiële middelen en personeel en ging zij zich ook richten op de vervolging van hogere ambtenaren en politici.
In 2016 werd haar termijn door de minister van Justitie Raluca Prună (regering Dacian Cioloș) verlengd vanwege de goede resultaten. In 2018 werd ze echter alsnog opgedragen te vertrekken door minister van Justitie Tudorel Toader (regering PSD/ALDE onder leiding van Viorica Dăncilă). Hij presenteerde een rapport met verschillende klachten en beschuldigingen met betrekking tot haar functioneren. In eerste instantie weigerde president Johannis zijn handtekening onder haar ontslag te zetten. Het Constitutioneel Hof oordeelde dat hij dit niet kon weigeren op grond van inhoudelijke oordelen, enkel op grond van rechtsgeldigheid. Laura Kövesi stapte naar het Europees Hof voor de Rechten van de Mens om haar ontslag aan te vechten. Deze oordeelde dat haar ontslag onrechtmatig was.
Nadat Victor Ponta zelf door het DNA werd aangeklaagd noemde hij Kövesi "een totaal onprofessionele aanklager die naam probeert te maken door het verzinnen van feiten rondom onwaarschijnlijke situaties van tien jaar geleden". Uiteindelijk werd hij vrijgesproken.

#### Europees hoofdaanklager
Op 14 oktober 2019 werd ze benoemd tot eerste Europees hoofdaanklager van het Europees Openbaar Ministerie.